# Comunistas Revolucionarios de América
Los Comunistas Revolucionarios de América (RCA por sus siglas en inglés), son la división estadounidense de la Tendencia Marxista Internacional (TMI), que a su vez es parte de la política trotskista internacional. El RCA no ha publicado cifras oficiales respecto a sus miembros.

## Historia
Los partidarios de la TMI en Estados Unidos fundaron este grupo en junio de 2002 bajo el nombre Liga Internacional de los Trabajadores, (WIL por sus siglas en inglés). El grupo se hizo más conocido con ese nombre. En 2017, la Liga Internacional de los Trabajadores cambió el nombre de su periódico a Revolución Socialista (SR) y el grupo pasó a ser conocido públicamente bajo este nuevo nombre. En 2024 la Liga Internacional de los Trabajadores cambió una vez más el nombre de su periódico a El Comunista, y el nombre de la Liga pasó a ser Comunistas Revolucionarios de América. Todo esto como parte de un cambio de marca que tuvo toda la TMI junto a sus diferentes secciones pasando a utilizar nomenclatura comunista ortodoxa y símbolos como la hoz y el martillo.

Logotipo utilizado cuando el grupo era llamado Revolución Socialista (2017-2024).

Después del rápido crecimiento del partido de los Socialistas Democráticos de América (DSA por sus siglas en inglés), tras las elecciones presidenciales de Estados Unidos de 2016, muchos miembros del partido entonces llamado "Socialist Revolution" se unieron a las filas del DSA. En contraste con la estrategia actual del DSA, los Comunistas Revolucionarios de América exigen una "ruptura inmediata y total con los demócratas".